# Ян Лари
Ян Лари (на руски: Ян Леополдович Лари) е съветски писател от Латвия, автор на произведения в жанровете детска литература и научна фантастика.

## Биография и творчество
Ян Лари е роден на 15 февруари 1900 г. в Рига, Ливония, Руска империя. Остава сирак на 9 години. Пращат го в сиропиталище, от където избягва. За да се изхранва работи като сервитьор в ресторант и чирак на часовникар. Живее известно време в приемно семейство при учителката Доброхотова, като взема изпитите в гимназията. След това отново се скита из Русия, докато е мобилизиран в царската армия. След Великата октомврийска революция се присъединява към Червената армия и воюва в Гражданската война. Преболедува от тиф два пъти и е демобилизиран.
Започва работа във вестника „Млад ленинец“ в Харков през 1923 г., а от 1926 г. във вестниците „Рабселкор“ и „Ленинградская правда“ в Ленинград.
През 1926 г. издателството в Харков публикува първите му произведения за деца – повестта „Украдена Краiна“ и сборника „Грустные и смешные истории о маленьких людях“. През 1929 г. се насочва към научната фантастика. Издадени са новелата „Окно в будущее“ и романа „Страна счастливых“. За излагане на идеи различни от марксистките романът му попада в „черните списъци“.
Отношението на политическата власт и намесата на цензурата в произведенията му го кара да преустанови временно писателската си дейност. Той завършва факултета по биология на Държавния университет на Ленинград със специално по рибарство. Започва да работи в Научноизследователския институт по рибарство и даже завършва аспирантура.
Случва се така, че ръководителят на института получава предложение да изготви научно-популярна книга за насекомите. Със задачата се заема Ян Лари, и по идея на поетичната приказка на Василий Смирнов, създава книгата за деца „Необикновените приключения на Карик и Валя“. Въпреки големите пречки на комунистическата цензура книгата е издадена през 1937 г. Тя е много добре приета от критиката и читателите, и по-късно влиза в „златния фонд“ на руската литература и научно-популярната фантастика. Ян Лари става известен писател, подновява дейността си, и в следващите години пише още няколко романа – „Загадка простой воды“ и „Небесный гость“.
Прелом в живота му изиграва негово анонимно писмо до Сталин през декември 1940 г., израз на неговия идеализъм и непознаването на механизмите на тоталитарния режим.
| „ | Скъпи Йосиф Висарионович! Всеки велик човек е велик по-своему. След един остават велики дела, а след друг – весели исторически анекдоти. Нито една историческа личност не е имала собствен писател. Такъв, който да пише единствено и само за един велик човек. Впрочем, и в историята на литературата няма да се намери писател, който си има един-единствен читател. Хващам се за перото, за да поправя този пропуск. Аз ще пиша само за Вас, без да искам за себе си нито ордени, нито хонорари, нито почести, нито слава. За да не Ви уморявам със скучни страници, ще Ви изпратя първата си повест, която съдържа много кратки глави. Вие никога няма да узнаете моето истинско име. Но ми се иска Вие да знаете, че в Ленинград има един чудак, който създава литературно произведение само за един-единствен човек и че този чудак реши да се подписва с името Кулиджара. | “ |

Към него са приложени първите глави на романа „Небесный гость“, в които се говори за бедността на хората, за речите по събранията, за бездарността, за мнимата свобода на печата и др. След четири месеца той е разкрит и на 11 април 1941 г. е арестуван от НКВД. За антисъветски позиции е осъден на 10 години затвор, удължен с още 5 години.
Пребивава в продължение на 15 години в ГУЛАГ и е реабилитиран чак през 1956 г. Репресиите не го сломяват и той започва отново да пише за детските списания. През 1961 г. са публикувани романите му „Приключения Кука и Кукки“ и „Записки школьницы“.
Ян Лари умира на 18 март 1977 г. в Ленинград, РСФСР, СССР.

## Произведения

### Самостоятелни романи и повести
- Украдена Краiна (1926)
- Окно в будущее (1929)
- Как это было (1930)
- Окно в будущее (1930)
- Записки конноармейца (1931)
- Страна счастливых (1931)
- Необыкновенные приключения Карика и Вали (1937)
Необикновените приключения на Карик и Валя, изд.: „Народна младеж“, София (1948, 1966, 1971), прев. Марко Марчевски
- Загадка простой воды (1939)
- Небесный гость (1940 – 1941)
- Приключения Кука и Кукки (1961)
- Записки школьницы (1961)

### Екранизации
- 1987 Необикновените приключения на Карик и Валя,